# Kamichu – Az iskolás istennő
A Kamichu – Az iskolás istennő (かみちゅ!; Kamicsu!; Hepburn: Kamichu!) japán animesorozat, amelyből egy kétkötetes manga is készült, ami Dengeki Daioh mangamagazinban jelent meg.

## Szereplők

### Hitotsubashi Yurie/ 一橋 ゆりえ
Yurie a sorozat főszereplője. Az első epizódban elmondja azt a legjobb barátjának, Mitsue-nak, hogy éjjel istennő lett. Ezt nem magyarázzák el, hogyan válik istenné az egész sorozaton keresztül. Rendkívül naiv és egyszerű de mindig benne vannak a legjobb szándékok. Sokáig fülig szerelmes Kenji Ninomiyába, és nagyon idegessé és piros arcúvá válik ha vele kell lennie egyedül.
Főbb tulajdonságai: ~Kedves
~Figyelmes
~Lusta
~Életvidám
~Nyarvogós…

### Saegusa Matsuri/三枝 祀
Matsuri a Raifuku Shrine templomban él Onomichiben. A húgával, Mikóval irányítja a szent helyet, és mindig terveket agyal ki, hogy pénzt keressenek, vagy több látogatót hozzon a szent helynek- általában kihasználja Yurie-t. Mikótól eltérően nem tud szellemeket látni azok nélkül a szövegek nélkül, amiket Yurie általában ír, A mangában az ő szintén egyszer szellemeket tudott látni. A neve imádást jelent.
Főbb tulajdonságai: ~rengeteget pörög
~nagyszájú
~megértő barátnő

### Shijo Mitsue/四条 光恵
Mitsue Yurie legjobb barátja. Nagyon gyakorlatias, és egyenes emberként ismerhetjük meg. Yurie gyakran megy hozzá tanácsért és bár a tanácsa egyszerű, és általában igazságos józan ész, ő mindig helyesen gondolkodik. Yashima általában megszállja, amikor neki emberekkel kell kommunikálnia vagy mikor gitározni akar. Főbb tulajdonságok:
~okos
~türelmes
~jó barát
~az anime nagy mellbőségű karaktere

### Saegusa Miko/三枝 みこ
Miko nagyon jópofa karakter.
Kedves aranyos és szerelmes Yashima-samába.
Yashima viszont nővérét szereti, emiatt elszökik otthonról Yurie öccsével. Látja az isteneket, így Yurie erejével is tisztában van mikor használja. Ért a "varázslatokhoz" is. Tehetséges és korához képest érett. Az animéből nem derül ki, de érződik némi vonzalom Yurie öccse iránt, de nem annyi, mint Yashima felé. Főbb tulajdonságai:
~korához képest érett
~hatalmas szíve van
~képes érzékelni az isteni erőket
~képes látni az isteneket
~szerelmes…

### Ninomiya Kenji/二宮健児
Kenji az iskolája szépírásklubjának az elnöke és egyetlen tagja. Ő eléggé tartózkodó és kicsit lassú a felfogású. Szereti az ecseteit, és gyakran ad a Raifuku szent helyére szépírást. Csak szépírást ad, a forrásai az ihlete forognak Yurie körül.

### Yashima-sama/八島様
Yashima a Raifuku szent hely helyi istene. Egy rocksztár szeretne lenni miközben Mitsue testét használja, hogy az embereknek énekelhessen. Egy Akita Inuval gyakran láthatjuk beszélgetni. Úgy tűnik, hogy Miko Saegusával meghitt barát, de  jobban érdeklődik Matsuri iránt.

### Tama/タマ（貧乏神
Yurie kedvenc cicája. Miután elkezdte megosztani a testét Bin-Channel, sok emberi jellemvonást állít ki, ami gyanússá teszi Shoukichinél.

### Shoukichi Hitotsubashi/一橋章
Shoukichi Yurie öccse az, aki kedvelik Mikót,
Yurie-vel ugyanabba az iskolába jár, egy fokkal alatta.
Gyakran cselekszik a nővérénél
érettebben, és gyakran ingerli őt, de szereti őt.
Fülig szerelmes Mikóba, ilyenkor furán cselekszik
és elpirul, amikor a lány
körülötte van.

### Chou/ チョウ Ino/イノ és Shika/シカ
A három apró szellem az, a God Association, Yurie segédeiként üzen. A neveik szójátékok, amit nem rokon okokért adta Yurie de hasonlítanak azokhoz az állatokhoz, amikre hasonlítanak. Chou egy lepke, Ino egy vadkan és Shika egy szarvas.

### Yurie édesanyja, Akane
Ha szükség van rá mindig ott van. Na meg tudom, hogy kitől örökölte főhősnőnk az esetlen mozgásait, és a bolondos szövegeit viselkedését.

### Kenkichi (fonetikus kiejtés:Kenkicsi)
A történetből nem derül ki, de úgy tűnik, hogy Kenkichi csak nevelő apa. Attól függetlenül, nagyon jól megvannak és boldogok együtt. Nincs köztük viszály, rá is mindig számíthatnak Yurie-ék.

## Istenség
Habár minden Yurie istenné válása körül forog az animében, mégis vannak olyan dolgok, amiket kiemelnék.
Először amikor Yurie megérezte, hogy istennő lett, Matsuri rögtön javasolta, hogy derítsék ki, minek az istene, aminek köszönhetően nagyon sokáig az iskola tetején időztek és próbálták ezt a talányt megfejteni…
Nagyon fura dolog, hogy végül nem derül ki, hogy konkrétan minek a hatásköre tartozik Yurie-hoz. Minden úgy történik, hogy a lány erősen koncentrál, majd kimondja a Ka-mi-chu szót, ami áthat mindent, beteljesül (jó esetben) az, amit akart, de az ereje elhasználása után megnő a haja, és a kimerültségtől mindig elalszik, viszont felébredése után a haja visszaszerzi eredeti alakját.
Yurie tettei erejével:
- hurrikán előidézése
- a parti istenségeken segíteni (szülei gyermekkora)
- Miko és Sho megtalálása
- UFO megértése, megmentése
- macskává válás, Tama előresegítése a győzelem érdekében
- Yamato lelkének visszaküldése hazájába
- DÖK elnökké választása után óriáspuding, és vidámpark „építése”

## Benten úrnő tanácsai…
Benten úrnő, mint minden képen látszik is egy fiatal, szép, sikeres énekes istennő.
- Véleménye szerint egy istennek/istennőnek mindig mosolyognia kell, így megadva a tiszteletet azoknak, akik hisznek bennük.
- Nem érdemes szomorkodni, hisz istenek, és velük rossz nem történhet, ha mégis akkor sem tudnak senki máshoz fohászkodni.
- Csak magukra számíthatnak, meg a barátaikra.

## Yurie és Ken kapcsolata
- Ken először még a nevét sem tudta a lánynak, hisz jóformán egész nap vagy a tanításon van, vagy fent a tetőn.
- Amikor Yurie istennő lett, akkor a hurrikánja miatt Ken veszélybe került, és a lánynak sikerült megmentenie.
- Amikor egy elsős kislány Yurie segítségét kérte abban, hogy Ken szívét megnyerje, akkor a lánnyal együtt a kis istennő is beiratkozott Kan szakkörébe, ekkor már tudták egymás nevét kölcsönösen.
- Yurie amikor megbetegedett, akkor egy talizmán miatt csak a szellem alakja tudott „mászkálni” de így senki sem láthatta a lányt. Ennek a „láthatatlanságnak” köszönhetően Yurie meglátogatta a kalligráfia szakkörön Kenjit, és a fiú ezt megérezte, de nem tudatosult benne.
- Amikor az istenek gyűlése miatt Yurie egy hónapig távol volt, akkor hiányzott Kennek.
- Valentin-napon Yurie bevallotta a fiúnak nagy nehezen érzéseit, mire Ken is rájött hogy amit érez, az a szerelem a lány iránt. ^^
- A tavaszi szünetben egyáltalán nem keresték egymást, csak akkor találkoztak, amikor a Raifuku templomnál segíteni kellett.. ekkor elkezdtek egy ecset miatt kergetni egy kutyát, majd végül kettesben egy sziklán kötöttek ki ^^ megbeszélték hogy telefonon többet fognak beszélni!